# Gare de Beni Mansour
La gare de Beni Mansour est une gare ferroviaire algérienne située sur le territoire de la commune de Boudjellil, dans la wilaya de Béjaïa.
Importante gare de bifurcation, elle permet de relier la capitale, Alger, aux grandes villes du nord-est de l'Algérie telles que : Annaba, Batna, Béjaïa, Constantine, Sétif, Skikda, Tébessa et Touggourt.

## Situation ferroviaire
La gare de Beni Mansour est située dans le village de Beni Mansour, dans l'ouest de la commune de Boudjellil.
Établie à 286 mètres d'altitude, elle est située au point 165,500 de la ligne d'Alger à Skikda, où elle est précédée de la gare d'Ath Mansour et suivie de celle d'Ouled Sidi Brahim. Elle est en outre la gare origine de la ligne de Beni Mansour à Béjaïa où elle est suivie de la gare de Toghza.

## Service des voyageurs

### Desserte
La gare de Beni Mansour est desservie par :
- les trains grandes lignes des liaisons :
  - Alger - Annaba[1],[2] ;
  - Alger - Batna[3],[4] ;
  - Alger - Tébessa[5] ;
  - Alger - Touggourt[6],[7],[8] ;
- les trains régionaux des liaisons :
  - Alger - Sétif[9] ;
  - Alger - Béjaïa et Beni Mansour - Béjaïa[10].